# Список умерших в 1085 году

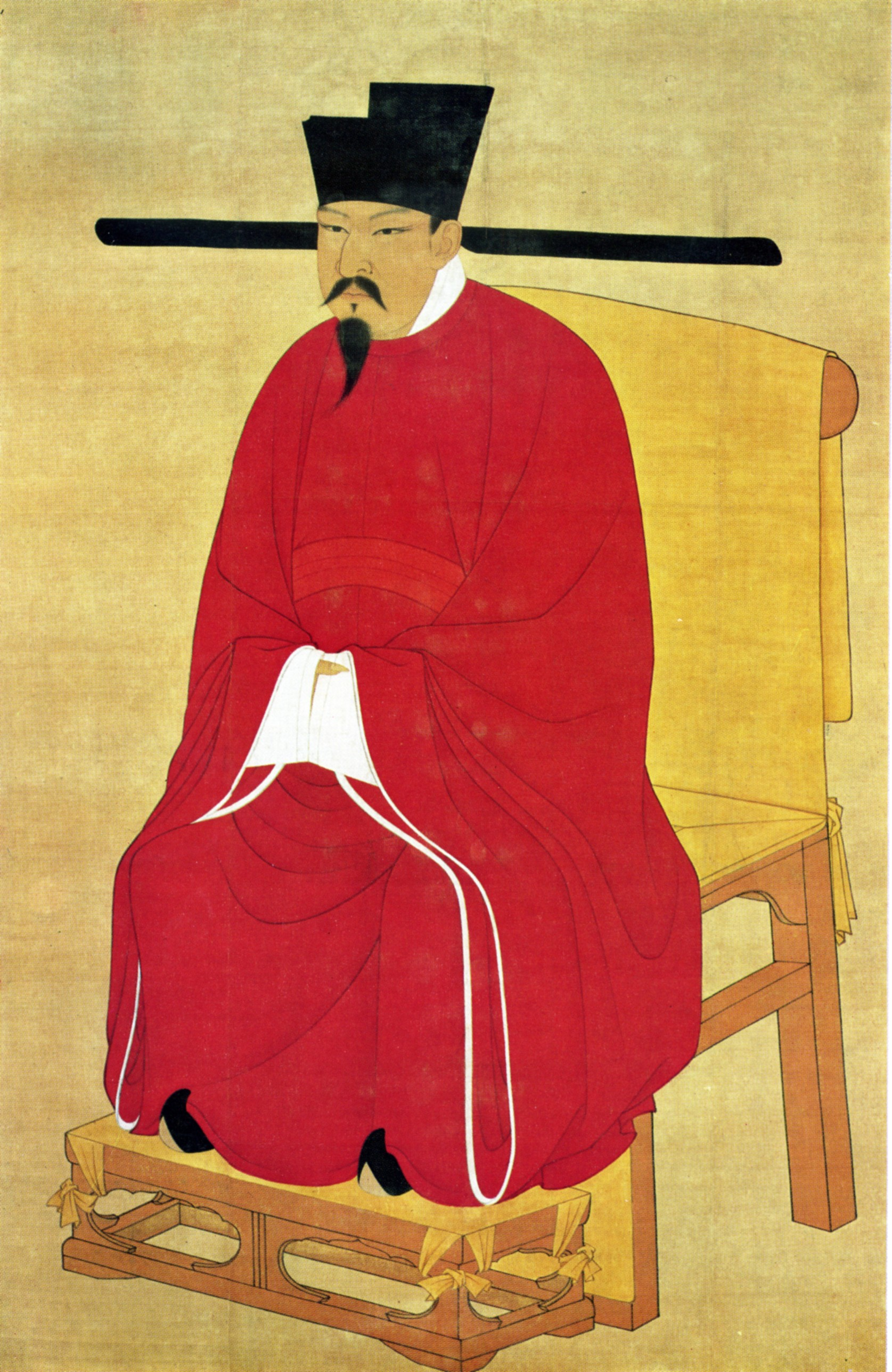
Шэнь-цзун

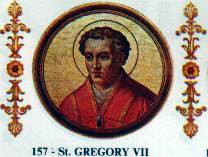
Григорий VII

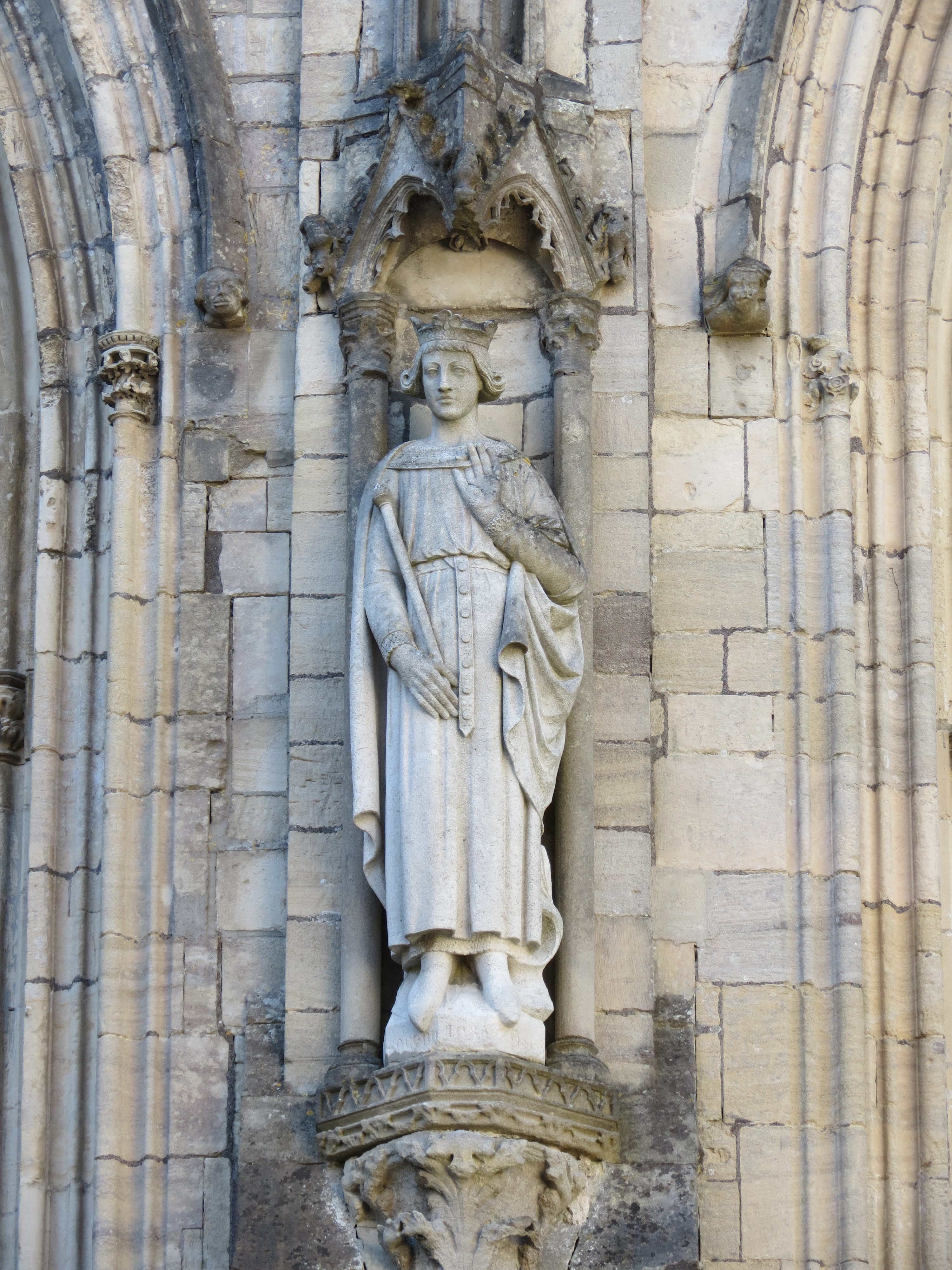
Роберт Гвискар

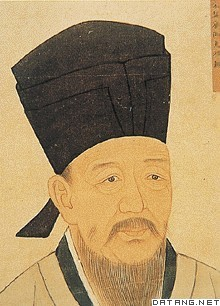
Чэн Хао

В этой статье представлен список известных людей, умерших в 1085 году.
См. также: Категория:Умершие в 1085 году

## Январь
- 3 января — Уильям из Эберсберга[англ.] — немецкий учёный, известный тем, что перевел и перефразировал Песнь песней Соломона
- 21 января — Дитрих II Катленбургский[нем.] — граф Катленбургский, основатель Катленбургского дома.

## Февраль
- 5 февраля — Фридрих III фон Гозек — граф Путелендорфа.
- 28 февраля — Бушар III Молодой — граф Вандома (с 1066).

## Март
- 27 марта — Уолтер де Ласи — англонормандский аристократ, феодальный барон Уэбли и Ладлоу.

## Апрель
- 1 апреля — Шэнь-цзун — китайский император династии Сун с 1067 года.

## Май
- 25 мая — Григорий VII — папа римский с 1073 года, святой Римско-католической церкви.

## Июль
- 17 июля — Роберт Гвискар — граф Апулии (1057—1059), первый герцог Апулии, Калабрии и Сицилии (1059—1085).

## Август
- 20 августа — Абу-ль-Маали аль-Джувайни (57) — исламский учёный-богослов и правовед шафиитского мазхаба.

## Сентябрь
- 20 сентября — Герман II — последний пфальцграф Лотарингии (1061—1085).

## Октябрь
- 12 октября — Адам Бременский — северогерманский хронист и схоластик, каноник кафедрального Бременского собора и глава церковной школы при нём.

## Дата неизвестна или требует уточнения
- Абул Хусэйн аль-Басри[англ.] — мусульманский правовед и врач.
- Акоп Санахнеци — армянский историк, музыкант, церковный деятель.
- Альфан I[англ.] — архиепископ Салерно, святой Римско-католической церкви.
- Бернат Гильом IV де Монпелье — сеньор Монпелье.
- Осберн Гиффорд[англ.] — рыцарь, сподвижник Вильгельма Завоевателя, дядя Уолтера Гиффорда, первого герцога Бэкингемского
- Гундреда[англ.] — первая графиня-консорт Суррея, жена графа Вильгельма де Варенна
- Данышменд Гази — сельджукский полководец, основатель династии Данишмендидов.
- Иоанн Итал — византийский философ.
- Маелснехтай мак Луллах[англ.] — мормэр Морея с 1058 года.
- Майтрипа — махасиддха, хранитель линии передачи махамудры, которая потом легла в основу школы Кагью тибетского буддизма, второй учитель Марпы-переводчика.
- Херфаст[англ.] — первый после нормандского завоевания лорд-канцлер Англии (1068—1070)
- Чэн Хао — китайский философ, педагог, один из основоположников неоконфуцианской школы ли сюэ («учение о принципе»).
- Юсуф аль-Мутамид — седьмой независимый эмир Сарагосы (1081—1085).